# (5709) Tamyeunleung
(5709) Tamyeunleung est un astéroïde de la ceinture principale découvert le 12 octobre 1977 à l'observatoire de la Montagne Pourpre situé près de Nankin en Chine. Sa désignation provisoire était 1977 TS1.